# Kota Baru (Kuta Alam)
Kota Baru is een bestuurslaag in het regentschap Banda Aceh van de provincie Atjeh, Indonesië. Kota Baru telt 1457 inwoners (volkstelling 2010).